# Kiss György Ádám
Kiss György Ádám (Vecsés, 1954. augusztus 6. –) a magyarországi playback színházi  mozgalom megálmodója, elindítója és a közösség egyik fejlesztője, több playback színház létrejötténél jelen volt. A Rögtönzések Színháza (1992–2002) megalapítója és vezetője, 2014-től az ÜVEGGYÖNGYJÁTÉK Playback Közösségi Színház és 2020-tól pedig a Budapesti Playback Színházi Iskola – Közösségi Tér vezetője, az akcióközpontú coaching irányzat megalapítója. A taizéi, református és buddhista életszemlélet integrálását szívügyének tekintő szabad gondolkodó.

## Életpályája
1975 és 1979 között a Bárczi Gusztáv Gyógypedagógiai Tanárképző Főiskola logopédia szakán tanult, 1982 és 1985 között az ELTE BTK szociológia szak hallgatójaként végzett. Szakdolgozatának címe: Akadályoztatottság, mint alkotói késztetés – Heinrich von Kleist Amphitryon című művének szociálpszichológiai elemzése.
1991-től a 2 évvel korábban alapított Magyar Pszichodráma Egyesület Pszichodráma című folyóiratának szerkesztője volt 8 évig. 1992-ben létrehozta az első magyar playback színházat, a Rögtönzések Színháza társulatot. 1990 és 1995-ben Bécsben (Boddhidarma Zendo of Wien) és Scheibbs-ben (Buddhista Kolostor) képződött, a zen-buddhizmus rinzai irányzatát gyakorolta.
2000 és 2002 között a Nemzetközi Üzleti Főiskola (IBS) posztgraduális képzésén szervezetfejlesztő szupervízor és coach képesítést szerzett. 1992–től a playback színház elméletének és gyakorlatának képviselője. A Pszichodráma Egyesület kiképző pszichodráma vezetője, szupervizora. Több kongresszus workshopjait vezette, például Promenád az új évezredbe és Szép új világ.

## Munkái
1974–től a színházi irányzatok közül a lélektani háttérrel rendelkező pszichodráma és a vele párhuzamosan alakuló, fejlődő spontán, improvizatív színház (az 1922-ben Bécsben alakult Sreigreiftheater (Rögtönző Színház) elkötelezett képviselője. 1992 és 2002 között az első magyarországi playback színház (Rögtönzések Színháza) megalapítója, művészeti vezetője és játékmestere. 2002 és 2008 között több playback társulat létrehozója, vezetője. 2002–től hangsúlyosabban a társadalmi felelősségvállalás, a közösségépítés playback által létrehozható formái, a playback és más színházi irányzatok integrációja foglalkoztatja. Jelenleg az ÜVEGGYÖNGYJÁTÉK Playback Közösségi Színház vezetője.
2009-ben alapította meg az akcióközpontú coaching irányzatot Az irányzat a playback, a pszichodráma és az akcióművészet (Happening, Performansz, Fluxus) integrációja. 2019 óta a Budapesti Playback Iskola – Közösségi Tér keretében képzéseket, előadásokat tart a színház közösségépítő erejéről.

### Színházi előadások, beszélgetések (válogatás)
Főbb színházi előadásai (port.hu adatlap)
- Ha én ezt a klubban egyszer elmesélem![5]
- Lakmusz[6]
- Látható nők – Ahol a fényképek is mesélnek[7]
- Nők Lapja Alkotótábor beharangozó beszélgetése a Reggeli-ben (2012)[8]
- Gondolatok a magyarországi playback történetéhez (Kossuth Rádió- 2017[9])
- Ridikül – Stílus és önismeret (2023)[10]
- Erdélyi Magyar Televízió – Playback színházi módszer – Mozaik (2023) [11]

### Könyvei és publikációi
- Playback-színház Magyarországon[12]
- Coaching alapok és irányzatok
- Kiss György Ádám. A kóanoktól a palyback színházig, A Tan Kapuja, 2021, 135-138.
- Szeremley Anett, Kiss György Ádám. Ecsettel és mozgással a haiku világában, Zen tükör, 2021, 19-27.[13]
- Ahol a szabad gondolatok és érzések születnek – Playback Színház (2022) című könyv[14]